# Józef Filipiński
Józef Filipiński (ur. 29 listopada 1891 w Łodzi, zm. 16 listopada 1956 w Łodzi) – polski piłkarz i lekkoatleta ŁKS-u Łódź, reprezentant Łodzi.
Urodził się w 1891 roku w Łodzi, jako syn Józefa i Marii z Freidiszów. W okresie nauki szkolnej, wśród rówieśników, wyróżniał się dużą szybkością i sprawnością fizyczną. Po wstąpieniu do łódzkiego klubu, szybko wywalczył sobie miejsce w pierwszej drużynie piłkarskiej. Grając na pozycji prawego obrońcy, należał do najlepszych obrońców w Królestwie Polskim, ciesząc się dużym uznaniem tak w drużynie, jak i reprezentacji Łodzi.
W ŁKS-ie uprawiał, także lekkoatletykę, specjalizując się w biegach na krótkim dystansie. Startując w mistrzostwach międzyklubowych miasta Łodzi w 1913 roku ustanowił rekord Królestwa Polskiego w biegu na 100 m, z czasem 11,2 sek.
W kwietniu 1927 roku opuścił Łódź i wyjechał do Koła.